# After Midnight
«After Midnight» es una canción del músico estadounidense J.J. Cale. Fue publicada originalmente como cara B del sencillo «Slow Motion» por Liberty Records en 1966 y posteriormente versionada por el músico británico Eric Clapton en su álbum debut en solitario. Tras la versión de Clapton, Cale volvió a grabar la canción en su álbum Naturally (1972).
«After Midnight» sirvió como catalizador de la carrera musical de Cale. El músico no conoció la versión de Clapton hasta que se convirtió en un éxito en la radio en 1970. Para una entrevista en Mojo, Cale comentó que cuando escuchó el tema de Clapton, «yo era extremadamente pobre, no tenía suficiente para comer y ya no era joven. Estaba en mi treintena, de modo que era feliz. Fue muy agradable hacer algo de dinero». Audie Ashworth, amigo y productor de Cale, le animó a capitalizar el éxito de la canción grabando un álbum, Naturally, que publicó en 1972. La nueva versión de Cale alcanzó el puesto 42 en la lista estadounidense Billboard Hot 100.
Cale también publicó una versión en directo de «After Midnight» en su álbum Live en 2001.

## Versión de Eric Clapton
Cuando Eric Clapton estaba trabajando con Delaney & Bonnie, el primero introdujo a Clapton la música de J.J. Cale, y «After Midnight» se convirtió en la primera de varias canciones de Cale versionadas por Clapton a lo largo de su carrera. La grabación contó con el respaldo de Bobby Whitlock al órgano, Jim Gordon en la batería, Delaney Bramlett en la guitarra rítmica, Carl Radle al bajo, Leon Russell al piano y Bobby Keys al saxofón. En 1988, Clapton regrabó la canción para su uso en un anuncio de cerveza. Una versión en directo fue publicada en el álbum Live from Madison Square Garden con Steve Winwood al órgano.

## Posición en listas
| Lista (1970–1988)                  | Posición |
| ---------------------------------- | -------- |
| Australia (Kent Music Report)      | 51       |
| Canadá (CHUM)                      | 9        |
| Canadá (RPM)                       | 10       |
| Japón(Oricon)                      | 87       |
| Países Bajos (Dutch Top 40)        | 25       |
| Países Bajos (Mega Single Top 100) | 19       |
| Nueva Zelanda (Recorded Music NZ)  | 17       |
| Estados Unidos (Billboard Hot 100) | 18       |